# 존 머스커
존 머스커(영어: John Musker, 1953년 11월 8일 ~ )는 미국의 애니메이터이다. 월트 디즈니 애니메이션 스튜디오 소속으로서 동료 론 클레먼츠와 같이 《위대한 명탐정 바실》(1986), 《인어공주》(1989), 《알라딘》(1992), 《헤라클레스》(1997), 《공주와 개구리》(2009), 《모아나》(2016)를 만들었다.

## 론 클레멘츠와 존 머스커가 공동으로 감독한 영화
| 연도   | 영화                        | 비고           |
| ------ | --------------------------- | -------------- |
| 1986년 | 위대한 명탐정 바실          | 감독 데뷔작    |
| 1989년 | 인어 공주 (1989년 영화)     |                |
| 1992년 | 알라딘 (1992년 디즈니 영화) |                |
| 1997년 | 헤라클레스 (1997년 영화)    |                |
| 2002년 | 보물성                      |                |
| 2009년 | 공주와 개구리               |                |
| 2016년 | 모아나 (영화)               | 최초의 CG 영화 |